# Andel (Côtes-d'Armor)
Pour les articles homonymes, voir Andel.
Andel [ɑ̃dɛl] est une commune française située dans le département des Côtes-d'Armor, en région Bretagne.

## Géographie
| Lamballe-Armor | Lamballe-Armor |                |
| Coëtmieux      | Andel          | Lamballe-Armor |
|                | Lamballe-Armor | Lamballe-Armor |

### Hydrographie
Pour un article plus général, voir Réseau hydrographique des Côtes-d'Armor.
La commune est située dans le bassin Loire-Bretagne. Elle est drainée par le Gouessant et le Chifrouët,.
Le Gouessant, d'une longueur de 41 km, prend sa source dans la commune de Trébry et se jette  dans la baie de Saint-Brieuc en limite de Lamballe-Armor et de Hillion, après avoir traversé onze communes.  Les caractéristiques hydrologiques du Gouessant sont données par la station hydrologique située sur la commune. Le débit moyen mensuel est de 1,56 m3/s. Le débit moyen journalier maximum est de 69,7 m3/s, atteint lors de la crue du 28 février 2010. Le débit instantané maximal est quant à lui de 102 m3/s, atteint le même jour.
Le Chifrouët, d'une longueur de 12 km, prend sa source dans la commune de Lamballe-Armor, aux abords du hameau de Monjugien, en limite de Quintenic, traverse la commune d'est en ouest  et se jette  dans le Gouessant sur la commune et de la commune. 

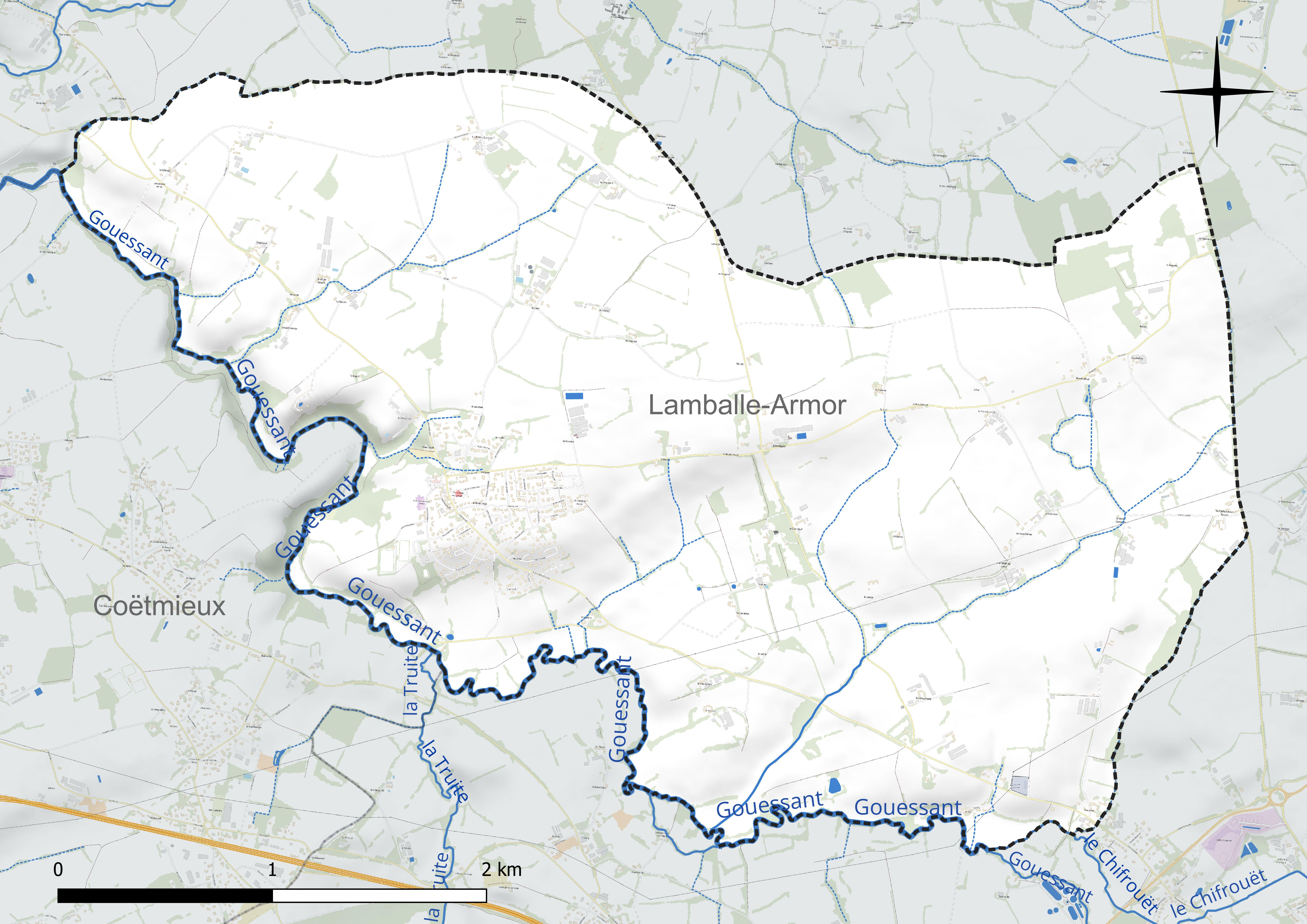
Réseau hydrographique d'Andel.

### Climat
Pour des articles plus généraux, voir Climat de la Bretagne et Climat des Côtes-d'Armor.
En 2010, le climat de la commune est de type climat océanique franc, selon une étude du CNRS s'appuyant sur une série de données couvrant la période 1971-2000. En 2020, Météo-France publie une typologie des climats de la France métropolitaine dans laquelle la commune est exposée à un climat océanique et est dans la région climatique Finistère nord, caractérisée par une pluviométrie élevée, des températures douces en hiver (6 °C), fraîches en été et des vents forts. Parallèlement l'observatoire de l'environnement en Bretagne publie en 2020 un zonage climatique de la région Bretagne, s'appuyant sur des données de Météo-France de 2009. La commune est, selon ce zonage, dans la zone « Intérieur  », exposée à un climat médian, à dominante océanique.
Pour la période 1971-2000, la température annuelle moyenne est de 11,3 °C, avec  une amplitude thermique annuelle de 11,3 °C. Le cumul annuel moyen de précipitations est de 729 mm, avec 12,6 jours de précipitations en janvier et 6,4 jours en juillet. Pour la période 1991-2020, la température moyenne annuelle observée sur la station météorologique la plus proche, située sur la commune de Lamballe-Armor à 4 km à vol d'oiseau, est de 11,8 °C et le cumul annuel moyen de précipitations est de 681,8 mm. Pour l'avenir, les paramètres climatiques de la commune estimés pour 2050 selon différents scénarios d’émission de gaz à effet de serre sont consultables sur un site dédié publié par Météo-France en novembre 2022.

## Urbanisme

### Typologie
Au 1er janvier 2024, Andel est catégorisée bourg rural, selon la nouvelle grille communale de densité à 7 niveaux définie par l'Insee en 2022.
Elle est située hors unité urbaine. Par ailleurs la commune fait partie de l'aire d'attraction de Saint-Brieuc, dont elle est une commune de la couronne,. Cette aire, qui regroupe 51 communes, est catégorisée dans les aires de 200 000 à moins de 700 000 habitants,.

### Occupation des sols
L'occupation des sols de la commune, telle qu'elle ressort de la base de données européenne d’occupation biophysique des sols Corine Land Cover (CLC), est marquée par l'importance des territoires agricoles (96,4 % en 2018), une proportion sensiblement équivalente à celle de 1990 (97,1 %). La répartition détaillée en 2018 est la suivante : 
terres arables (79,2 %), prairies (14,6 %), zones urbanisées (3,6 %), zones agricoles hétérogènes (2,7 %). L'évolution de l’occupation des sols de la commune et de ses infrastructures peut être observée sur les différentes représentations cartographiques du territoire : la carte de Cassini (XVIIIe siècle), la carte d'état-major (1820-1866) et les cartes ou photos aériennes de l'IGN pour la période actuelle (1950 à aujourd'hui).

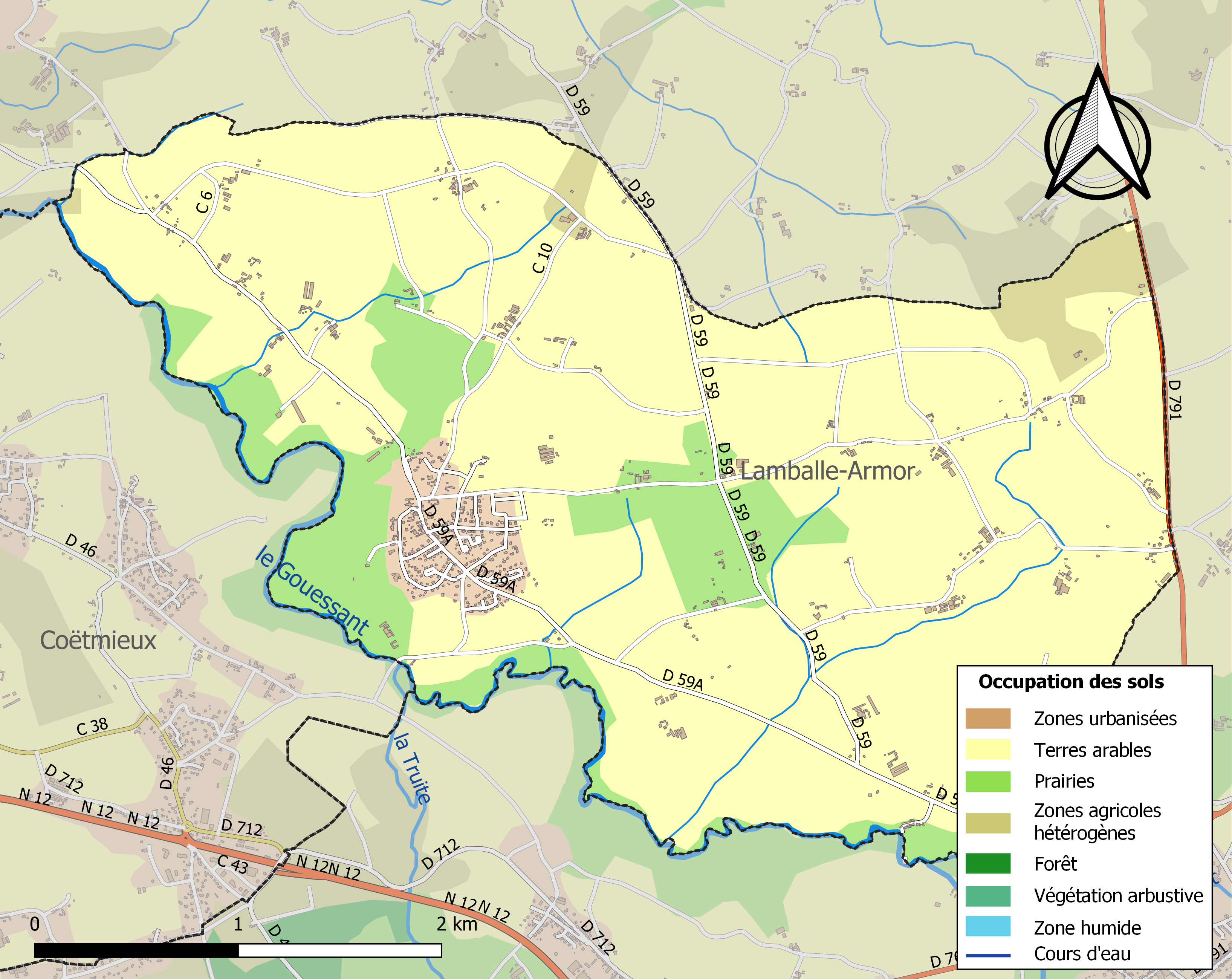
Carte des infrastructures et de l'occupation des sols de la commune en 2018 (CLC).

## Toponymie
Le nom de la localité est attesté sous la forme Andel en 1145, 1405 et 1516.
De la racine hydronymique ant, andon qui indique le « domaine de l'eau », l'« endroit où se trouve l'eau », autrement dit la « source ».

## Histoire

### LeXXesiècle

#### Les guerres duXXesiècle
Le monument aux morts porte les noms de 41 soldats morts pour la Patrie :
- 36 sont morts durant la Première Guerre mondiale ;
- 4 sont morts durant la Seconde Guerre mondiale ;
- 1 est mort durant la guerre d'Indochine.

## Politique et administration

### Liste des maires depuis la Révolution
| Période                                  | Période                   | Identité                                | Étiquette | Qualité |
| ---------------------------------------- | ------------------------- | --------------------------------------- | --------- | --- |
| Les données manquantes sont à compléter. |                           |                                         |           | |
| 1790                                     | 1793                      | Gilles Gloro                            |           | |
| 1794                                     | 1814                      | Étienne Beurier                         |           | |
| 1814                                     | 1815                      | Pierre Bertho                           |           | |
| 1815                                     | 1816                      | François Le Mounier                     |           | |
| 1816                                     | 1865                      | Étienne Beurier                         |           | |
| 1865                                     | 1896                      | Ferdinand de Kergu                      |           | |
| 1896                                     | 1906                      | Marie-Ange Hingant                      |           | |
| 1906                                     | mai 1912                  | Louis Hingant                           |           | |
| mai 1912                                 | 1941 (décès)              | Gérard Gardin du Boisdulier (1865-1941) |           | |
| 1941                                     | 1945                      | François Boscher                        |           | Cultivateur Chevalier de la Légion d'honneur (1986) |
| 1945                                     | mars 1965                 | Jean Gardin du Boisdulier (1897-1965)   | DVD       | Propriétaire |
| mars 1965                                | mars 2008                 | Sébastien Couëpel                       | UDF-CDS   | Agriculteur, maire honoraire (2008) Conseiller général de Lamballe (1970 → 2008) Député des Côtes-du-Nord (1re circ.) (1978 → 1981) Député des Côtes-du-Nord (1986 → 1988, élu à la proportionnelle) 2e vice-président de Lamballe Communauté (2001 → 2008) Chevalier de la Légion d'honneur (2006) |
| mars 2008                                | mars 2014                 | Daniel Donet                            | SE        | Cadre retraité, maire honoraire (2022) 12e vice-président de Lamballe Communauté (2008 → 2014) |
| mars 2014                                | En cours (au 31 mai 2020) | Nicole Poulain                          | DVD       | Employée Conseillère déléguée de Lamballe Terre et Mer (2020 → ) Réélue pour le mandat 2020-2026 |

## Démographie
| 1793 | 1800 | 1806 | 1821 | 1831 | 1836 | 1841 | 1846 | 1851 |
| ---- | ---- | ---- | ---- | ---- | ---- | ---- | ---- | ---- |
| 510  | 452  | 539  | 525  | 526  | 578  | 603  | 641  | 642  |

| 1856 | 1861 | 1866 | 1872 | 1876 | 1881 | 1886 | 1891 | 1896 |
| ---- | ---- | ---- | ---- | ---- | ---- | ---- | ---- | ---- |
| 637  | 634  | 645  | 642  | 629  | 657  | 658  | 634  | 605  |

| 1901 | 1906 | 1911 | 1921 | 1926 | 1931 | 1936 | 1946 | 1954 |
| ---- | ---- | ---- | ---- | ---- | ---- | ---- | ---- | ---- |
| 612  | 599  | 591  | 533  | 554  | 538  | 529  | 503  | 508  |

| 1962 | 1968 | 1975 | 1982 | 1990 | 1999 | 2004 | 2006 | 2009  |
| ---- | ---- | ---- | ---- | ---- | ---- | ---- | ---- | ----- |
| 529  | 517  | 565  | 717  | 727  | 900  | 950  | 992  | 1 087 |

| 2014  | 2019  | 2022  | - | - | - | - | - | - |
| ----- | ----- | ----- | - | - | - | - | - | - |
| 1 109 | 1 144 | 1 170 | - | - | - | - | - | - |

## Culture locale et patrimoine

### Lieux et monuments
- Marché régional aux plantes en mars de chaque année.
- Festival Andel'ir, espace de la Richardais.
- Le manoir de Lourmel, éponyme de la famille Le Normand de Lourmel.
- Le manoir de La Cour, éponyme de la famille Le Saulnier de la Cour.
- L'église Saint-Pierre-et-Saint-Jean-Baptiste.
- Chapelle Saint-Esprit.

### Personnalités liées à la commune
- Sébastien Couépel, homme politique, né le 6 juin 1938 à Andel.
- Jacques Nicolas Hingant (1745-1822), recteur d'Andel et député aux États généraux en 1789, représentant le diocèse de Saint-Brieuc, né et mort à Andel.
- Bonaventure Le Saulnier du Vauhello (1751-1826), avocat au parlement de Bretagne (1777), procureur général syndic des Côtes-du-Nord (1792), emprisonné sous la Terreur (1793-1794), avocat des chouans et des émigrés, avait épousé en 1781 l'héritière de La Cour.